# Альтенгоф
Альтенгоф (нім. Altenhof) — громада в Німеччині, розташована в землі Мекленбург-Передня Померанія. Входить до складу району Мекленбургіше-Зенплатте. Складова частина об'єднання громад Ребель-Мюріц.
Площа — 16,58 км2. Населення становить 332 ос. (станом на 31 грудня 2020).